# Întâlnire la Ischia
Întâlnire la Ischia (titlul original: Appuntamento a Ischia ) este o comedie muzicală de dragoste italiană, realizată în 1960 de regizorul Mario Mattoli având protagoniști pe Domenico Modugno și Antonella Lualdi. Este filmul de debut al comicilor Franco Franchi și Ciccio Ingrassia. În film mai apar și compozitorul și interpretul Pippo Franco, prezent în orchestra cântăreței Mina, sosită în frumoasa stațiune Ischia pentru a prezenta câteva concerte de muzică ușoară, cât și cântărețul Franco Califano, în formația lui Domenico Modugno.

## Conținut
Letizia este fetița cântărețului Mimmo Rotunno, care nu vede cu ochi buni viitoarea căsătorie al tatălui ei cu Mercedes și se opune cu toate mijloacele ei. Făcând cunoștință cu Mirella Argenti, o tânără frumoasă logodită cu conducătorul orchestrei Paolo, se decide să i-ö prezinte tatălui ei, cu intenția ca cei doi să se îndrăgostească unul de celălalt. 

## Distribuție
- Domenico Modugno – Mimmo Rotunno
- Antonella Lualdi – Mirella Argenti
- Maria Letizia Gazzoni – Letizia
- Carlo Croccolo – Carletto
- Paolo Ferrari – Paolo
- Mina - ea însăși
- Elsa Vazzoler – Anna
- Pietro De Vico – pianistul
- Ugo D'Alessio – Antonio
- Linda Christian – Mercedes
- Yvette Masson – Veronique
- Franco Franchi – contrabandist
- Ciccio Ingrassia – contrabbandist
- Pippo Franco – chitaristul lui Mina
- Franco Califano – contrabandist
- Alberto Talegalli – directorul dela zoo
- Mario Castellani – Castellani, agent muzical
- Carlo Taranto – Gennarino
- Toni Ucci – bărbatul așezat la bar
- Mimmo Billi – șeful de la finanțe
- Alberto Sorrentino – portarul
- Ughetto Bertucci – taximetristul

## Coloana sonoră
- La nonna Magdalena (text de Vito Pallavicini și Nisa; muzica de Pino Massara), interpretat de Mina pe plaja Ricciolillo din Ischia
- Il cielo in una stanza (textul și muzica de Gino Paoli), interpretat de Mina
- Una zebra a pois (testo e musica di Lelio Luttazzi), interpretat de Mina
- Resta cu' mme (text de Dino Verde; muzica de Domenico Modugno), interpretat de Domenico Modugno
- Vecchio frac (textul și muzica de Domenico Modugno), interpretat de Domenico Modugno
- Notte di luna calante (textul și muzica de Domenico Modugno), interpretat de Domenico Modugno
- Don Fifì (textul și muzica de Domenico Modugno), interpretat de Domenico Modugno
- Sul ponte di Bassano, interpretat de Domenico Modugno și Paolo Ferrari